# Dread Mac Farlane
 (septembre 2022).
Si vous disposez d'ouvrages ou d'articles de référence ou si vous connaissez des sites web de qualité traitant du thème abordé ici, merci de compléter l'article en donnant les références utiles à sa vérifiabilité et en les liant à la section « Notes et références ».
Dread Mac Farlane est une série de bande dessinée française du genre fantastique.
- Scénario : Marion Poinsot
- Dessin : Marion Poinsot
- Couleurs : Bob Berger
- Éditeur : Clair de Lune (collection Fantasmagorie)

## Synopsis
En 5 tomes, la série raconte l'histoire de Dread Estrechez, une enfant perdue du Pays imaginaire. Contrairement aux autres enfants perdus, elle continue de grandir et vient le moment où elle souhaite quitter Peter Pan et ses amis. Elle veut rejoindre l'équipage du Jolly Roger, le vaisseau du Capitaine Crochet et devenir une pirate pour poursuivre son rêve de suivre l'exemple de son vrai père, Davis Mac Farlane.
Marion Poinsot a commencé à réécrire entièrement l'histoire de Dread Mac Farlane dans un remake sous forme de jeu vidéo gratuit au format visual novel en plusieurs épisodes, disponible sur le site itch.io.

## Les personnages
- Dread Mac Farlane : Espagnole et fille de Luella et de Vicente Estrechez de San Juan, Dread est une enfant perdue. Parce qu'elle trouva une carte au trésor dans les affaires de son père, ce dernier voulut la noyer, mais elle fut sauvée par des sirènes du Pays imaginaire.
- Peter Pan : chef des enfants du Pays imaginaire et hantise du Capitaine Crochet.
- Capitaine Crochet : Pirate et capitaine du Jolly Roger, son principal objectif est de capturer Peter Pan. D'abord réticent, il acceptera Dread comme membre d'équipage en échange du trésor d'Estrechez.
- Monsieur Mouche : Bosco du Capitaine Crochet, il est aussi le médecin de bord.
- Davis Mac Farlane : Ancien esclave, pirate et père biologique de Dread. Il est surnommé « le Robin des Bois des Caraïbes » pour sa volonté à mettre en péril le commerce des esclaves en provenant d'Afrique.
- Cecco : Pirate faisant partie de l'équipage du capitaine Crochet. Il est un de ses meilleurs hommes. Il est également amoureux de Dread Mac Farlane.
- Jamal : Autre pirate faisant partie de l'équipage du capitaine Crochet. Il est d'origine africaine.
- Vicente Estrechez : Faux père de Dread Mac Farlane. Il l'a élevée jusqu'à l'âge de quatorze ans, puis a tenté de mettre fin à ses jours. Il meurt à la fin du premier tome.

## Les lieux
- Le pays imaginaire : C'est l'île où vivent Peter Pan et les enfants perdus. C'est ici qu'une grande partie de l'histoire du Capitaine Crochet a été écrite. Dread Mac Farlane a grandi dans cette île lorsqu'elle était adolescente.
- L'île de Tortuga : Célèbre île des pirates des caraïbes. L'équipage du Jolly Rogers y passera quelques jours.

## Albums
- Tome 1 : La carte d'Estrechez (avril 2004)
- Tome 2 : Le crocodile du temps (septembre 2004)
- Tome 3 : Ceux qui à moitié vivent (août 2005)
- Tome 4 : Nyambura (Mars 2006)
- Tome 5 : Lion des Mers (Mars 2007)